# Gaël Clichy
Gaël Clichy (ur. 26 lipca 1985 w Tuluzie) – francuski piłkarz który występował na pozycji obrońcy.
Swoją karierę piłkarską rozpoczął w juniorskiej drużynie CFP Castelmaurou. W roku 2001 podpisał zawodowy kontrakt z AS Cannes. Grał tam przez dwa lata. W tym czasie wystąpił tam w 15 ligowych pojedynkach. Następnie, w sierpniu 2003 roku podpisał kontrakt z Arsenalem.
Clichy występował w juniorskich reprezentacjach Francji, począwszy od U-15, skończywszy na U-21. Zaliczył także dwa występy w kadrze B. W seniorskiej reprezentacji wystąpił dotychczas w dwóch meczach. Zadebiutował w niej w 2008 roku.

## Kariera klubowa
Gaël Clichy urodził się w Tuluzie. Swoją karierę piłkarską rozpoczął w drużynie juniorów CFP Castelmaurou. 1 sierpnia 2001 roku podpisał zawodowy kontrakt z zespołem AS Cannes. W pierwszym sezonie nie zadebiutował w lidze. Na debiut musiał czekać do sezonu 2002/2003. Wystąpił wówczas w 15 ligowych pojedynkach.
4 sierpnia 2003 roku przeszedł za kwotę 250 tysięcy funtów do Arsenalu. W nowej drużynie zadebiutował 28 października tego samego roku w zremisowanym 1:1 spotkaniu Pucharu Ligi z Rotherham United. W Premier League zadebiutował niecały miesiąc później w spotkaniu z Birminghamem City. Pierwszy sezon zakończył z 12 ligowymi występami, dziewięcioma pucharowymi oraz jednym w pucharach europejskich. Arsenal został także mistrzem Anglii. Rok później zagrał w 15 ligowych meczach. Arsenal doszedł do finału Pucharu Anglii, w którym wygrał po serii rzutów karnych z Manchesterem United. Clichy w tym spotkaniu nie wystąpił. Arsenal został także wicemistrzem kraju. Sezon później jego drużyna dotarła do finału Ligi Mistrzów, w którym przegrała 1:2 z FC Barceloną. Clichy całe spotkanie przesiedział na ławce rezerwowych. Sezon ten zakończył z tylko siedmioma ligowymi występami. Po odejściu Ashleya Cole’a do Chelsea w lecie 2006 roku Clichy stał się podstawowym piłkarzem swojej ekipy. W sezonie 2006/2007 zagrał w 27 meczach Premiership, siedmiu pucharowych oraz sześciu w europejskich pucharach, zaś w następnym zagrał łącznie w 49 meczach. Został także wybrany do najlepszej jedenastki Premier League według PFA. 20 czerwca 2008 roku przedłużył swój kontrakt z Arsenalem. 1 listopada tego samego roku w przegranym 1:2 meczu ligowym ze Stoke City strzelił swoją pierwszą bramkę dla swojego klubu.
4 lipca 2011 roku Clichy podpisał czteroletni kontrakt z Manchesterem City. Klub z City of Manchester Stadium zapłacił za niego 7 mln funtów.
1 lipca 2023 roku zakończył piłkarską karierę
| Klub                   | Sezon   | Liga    | Liga | Liga   | Puchary | Puchary | Puchary | Europa  | Europa | Europa | Ogólnie | Ogólnie | Ogólnie |
| Klub                   | Sezon   | Występy | Gole | Asysty | Występy | Gole    | Asysty  | Występy | Gole   | Asysty | Występy | Gole    | Asysty  |
| ---------------------- | ------- | ------- | ---- | ------ | ------- | ------- | ------- | ------- | ------ | ------ | ------- | ------- | ------- |
| Arsenal Anglia         | 2003–04 | 12      | 0    | 0      | 9       | 0       | -       | 1       | 0      | -      | 22      | 0       | -       |
| Arsenal Anglia         | 2004–05 | 15      | 0    | 0      | 7       | 0       | -       | 2       | 0      | -      | 24      | 0       | -       |
| Arsenal Anglia         | 2005–06 | 7       | 0    | 0      | 0       | 0       | -       | 4       | 0      | -      | 11      | 0       | -       |
| Arsenal Anglia         | 2006–07 | 27      | 0    | 1      | 7       | 0       | 0       | 6       | 0      | 0      | 40      | 0       | 1       |
| Arsenal Anglia         | 2007–08 | 38      | 0    | 5      | 1       | 0       | 0       | 10      | 0      | 1      | 49      | 0       | 6       |
| Arsenal Anglia         | 2008–09 | 31      | 1    | -      | 0       | 0       | 0       | 8       | 0      | -      | 37      | 1       | -       |
| Arsenal Anglia         | 2009–10 | 24      | 0    | -      | 0       | 0       | 0       | 9       | 0      | -      | 33      | 0       | -       |
| Arsenal Anglia         | 2010–11 | 25      | 0    | -      | 5       | 1       | -       | 5       | 0      | -      | 35      | 1       | -       |
| Manchester City Anglia | 2011–12 | 17      | 0    | 0      | 2       | 0       | 0       | 4       | 0      | 0      | 23      | 0       | 0       |
| Manchester City Anglia | 2012–13 | 28      | 0    | -      | 5       | 0       | -       | 4       | 0      | -      | 37      | 0       | 0       |
| Manchester City Anglia | 2013–14 | 20      | 0    | -      | 7       | 0       | -       | 4       | 0      | -      | 31      | 0       | 0       |
| Manchester City Anglia | 2014–15 | 23      | 0    | -      | 1       | 0       | -       | 6       | 0      | -      | 30      | 0       | 0       |
| Manchester City Anglia | 2015–16 | 14      | 0    | -      | 6       | 0       | -       | 8       | 0      | -      | 27      | 0       | 0       |
| Manchester City Anglia | 2016–17 | 24      | 1    | -      | 6       | 1       | -       | 7       | 0      | -      | 37      | 2       | 0       |

stan na 22 maja 2017

## Kariera reprezentacyjna
W latach 2000–2005 Clichy występował w reprezentacjach juniorskich swojego kraju. Grał w kadrze U-15, U-16, U-17, U-18 oraz U-21 (10 występów). W roku 2007 został po raz pierwszy powołany do seniorskiej reprezentacji. Zadebiutował w niej 10 września 2008 roku w meczu eliminacji do Mundialu 2010 z Serbią. W tym samym roku Clichy zaliczył również dwa występy w kadrze B. Dotychczas w barwach narodowych wystąpił dwa razy.
| Lata      | Reprezentacja | Występy | Gole |
| --------- | ------------- | ------- | ---- |
| 2000–2001 | Francja U-15  |         |      |
| 2001–2002 | Francja U-16  |         |      |
| 2002–2003 | Francja U-17  |         |      |
| 2003–2004 | Francja U-18  |         |      |
| 2004–2005 | Francja U-21  | 10      | 0    |
| 2008      | Francja B     | 2       | 0    |
| 2008      | Francja       | 2       | 0    |
| 2009      | Francja       | 1       | 0    |
| 2010      | Francja       | 6       | 0    |
| 2011      | Francja       | 2       | 0    |
| 2012      | Francja       | 5       | 0    |
| 2013      | Francja       | 4       | 0    |